# Giuseppe degli Aromatari
Giuseppe degli Aromatari (né le 25 mars 1587 à Assise et mort le 16 juillet 1660 à Venise) est un médecin et écrivain italien.

## Biographie
Giuseppe degli Aromatari naquit à Assise le 25 mars 1587. Son père, qui était également bon médecin, ne négligea rien pour lui donner une éducation convenable à l’état qu’il voulait lui faire embrasser. Après avoir commencé ses études à Pérouse, le jeune Aromatari eut dessein de les aller terminer à la célèbre Université de Montpellier ; mais il fut retenu à Padoue, où il étudia successivement la logique, la philosophie et la médecine. Ayant obtenu le doctorat à dix-huit ans, il alla pratiquer à Venise, où il exerça pendant cinquante ans. Il n’en voulut point sortir, malgré les offres avantageuses qu’il reçut du duc de Mantoue, du roi d’Angleterre, et du pape Urbain VIII, et il y mourut, le 16 juillet 1660.

## Œuvres
Aromatari avait rassemblé une immense bibliothèque, remarquable surtout par un grand nombre de manuscrits. Il joignit le goût et la culture des lettres aux études de sa profession. Il n’a laissé, dans ce dernier genre, qu’une dissertation sur la rage, moins connue qu’une lettre qui la précède, dont il sera parlé plus bas, et que les deux ouvrages suivants : Riposte alle considerazion di Alessandro Tassoni, sopra le rime del Petrarca, Padoue, 1611, in-8°. Le Tassoni répondit à cet écrit, sous le nom supposé de Crescenzio Pepe, par : Avvertimenti di Crescenzio Pepe à Giuseppe degli Aromatari intorno alle riposte da te da lui alle Considerazioni di Alessandro Tassoni sopra le rime del Petrarca, Modène, 1611, in-8°. Aromatari répliqua par l’ouvrage suivant, en se couvrant à son tour d’un nom supposé : Dialoghi di Falcidio Melampodio in riposta agli Avvertimenti dati sotto nome di Crescenzio Pepe Giuseppe degli Aromatari, etc., Venise, 1613, in-8° ; mais l’ouvrage qui fait le plus d’honneur au génie d’Aromatari est sans nul doute sa lettre : de Generations plantarum ex seminibus, adressée à Bartholomeo Nanti, imprimée pour la première fois en tête de la dissertation sur la rage, sous ce titre : Disputatio de rabie contagiosa, cui præposita est Epistola de generatione, etc., Venise, 1625, in-4° ; Francfort, 1626, in-4°. La lettre fut insérée dans les Epistolæ selectæ de G. Richter, Nuremberg, 1662, in-4°. Le célèbre Harvey, en ayant eu connaissance, en adopta les principes ; ce qui a fait dire que c’était à lui qu’elle était adressée. Elle fut traduite en anglais, et insérée dans les Transactions philosophiques, no 211 . Elle a été réimprimée à la suite des œuvres de Jung, en 1747, à Cobourg. Cette lettre ne contient, pour ainsi dire, que l’annonce qu’Aromatari faisait a son ami Nanti d’un traité complet sur la génération. Il y fait une esquisse rapide de sa manière d’envisager la germination des plantes, mettant des faits à la place des mots vides de sens de actu et potentia, par lesquels les scolastiques voulaient expliquer la génération. Il démontra la grande analogie qui existe entre les graines des plantes et les œufs des animaux ; en sorte que, dans les uns comme dans les autres, l’admission d’une matière subtile détermine l’existence de l’embryon ; qu’alors il emploie a son développement, par sa propre organisation, les substances déposées dans la coque ou dans les téguments, et que, dans certaines graines, une partie se trouve convertie en une espèce de lait, qui sert, par la suite, à son développement. La mauvaise santé d’Aromatari, et surtout les soins qu’il était obligé de donner à ses malades, l’empêchèrent de développer ses grandes conceptions ; elles étaient d’ailleurs trop au-dessus des connaissances qu’on avait alors pour être saisies. Ce ne fut que successivement qu’on en reconnut la vérité ; c’était une espèce de problème qui, durant l’espace d’un siècle et demi, n’a eu que des solutions partielles. La découverte du sexe des plantes, commencées par Grew, et continuée jusqu’à Vaillant, a été la première ; enfin, l’anatomie de l’intérieur de la graine, par Gärtner et de Jussieu, ont été les dernières ; mais elles n’ont pas encore complété l’explication des principes posés par ce savant médecin. Peu de personnes, en France, ont été à portée de lire l’original, parce qu’il ne se trouve que dans des livres assez rares, et qu’on n’en connaît point de traductions.